# جواد قراب
جواد قراب ، من مواليد 30 يوليو 1949م، وهو لاعب كرة قدم إيراني سابق، وكان مركزه لاعب وسط وشارك مع نادي تاج الإيراني من سنة 1971م إلى سنة 1974م، كما لعب مع المنتخب الإيراني ولعب 18 مباراة ولم يسجل أي هدف، كما شارك مع منتخب بلاده في دورة الألعاب الصيفية الأولمبية في مدينة ميونخ الألمانية سنة 1972م.